# Burg Schauenstein (Frankenwald)
Die Burg Schauenstein ist eine Spornburg in der Stadt Schauenstein im Frankenwald im Landkreis Hof.
Sie wurde um 1230 von Otto I. von Schaumberg erbaut, der sich fortan nach seiner neuen Burg im Frankenwald Otto von Schauenstein nannte. Er war seit 1222 Ministeriale der Herzöge von Andechs-Meranien und starb 1237. Sein Sohn Eberhard I. und seine Enkel Tuto und Heinrich III. von Schauenstein besaßen die Burg bis 1271. Danach gingen Burg und Gericht zu Schauenstein auf Heinrichs Tochter über. Sie heiratete Konrad von Wolfstriegel, wodurch Schauenstein in den Besitz dieses Geschlechts und damit in den Einflussbereich der Vögte von Weida und später zu den Burggrafen von Nürnberg kam. Danach wurde sie Sitz der Amtmänner von Brandenburg-Kulmbach, deren erster Erhart von Machwitz war.
Die Burg ist seit 1988 Sitz des Oberfränkischen Feuerwehrmuseums und des Heimatmuseums Schauenstein. Im Schlosspark befindet sich die Felsformation Wachende Jungfrau.